# 安托万王子 (两西西里)
安托万·马里·约瑟夫·阿方索·亚当和所有的圣人（Antoine Marie Joseph Alphonse Adam et omnes sancti，1929年1月20日—），出生于法国戛纳。两西西里王子，波旁-两西西里王室假定继承人。